# Jubileumsmedaille van de Ere-Kolonel voor Buitenlanders
De Jubileumsmedaille van de Ere-Kolonel voor Buitenlanders' (Duits: Inhaber-Jubiläums-Medaille für Ausländer) was een Oostenrijks-Hongaarse onderscheiding.
Het 60jarig jubileum van keizer Frans Jozef I van Oostenrijk werd in 1908 groots gevierd.
Ook tien jaar eerder was dat zo gebeurd. Voor de regimenten waarvan de Oostenrijkse keizer erekolonel, het Oostenrijkse begrip was indertijd "Inhaber", was werden tussen1898 en 1904 onderscheidingen, de Jubileumsmedailles van de Ere-Kolonel of "Inhaber-Jubiläums-Medailles" ingesteld. Het ging om kostbare gouden vaandeldecoraties voor regimenten infanterie en artillerie en medailles die aan ere-trompetten van de cavalerie-regimenten werden bevestigd.
Voor de officieren en onderofficieren van drie van de regimenten werden bij het vijftigjarig jubileum in 1898 kleinere en draagbare zilveren en bronzen medailles ingesteld.
- Het Koninklijk Beierse XIIIe Regiment Infanterie "Kaiser Franz Joseph von Österreich". (15 mei 1901)
- Het Koninklijk Pruisische Garde-Grenadiers-Regiment Nr.2 "Kaiser Franz" waar 300 bronzen medailles werden uitgereikt[1]. (11 januari 1899)
- Het Keizerlijk-Russisch Kexholm'sche Lijfgardistenregiment "Kaiser Franz von Österreich". (22 december 1898)

In 1908 koos de Oostenrijkse regering opnieuw voor het instellen van een medaille voor de buitenlandse militairen van de regimenten waarvan Frans Jozef de erekolonel was. De medaille werd op 2 december 1908 ingesteld en de Munt in Wenen sloeg 40 gouden, 660 zilveren en 200 bronzen medailles naar een ontwerp van en onbekende medailleur.
Op de voorzijde was de gelauwerde kop van de stichter afgebeeld met het rondschrift "FRANC.IOS.I.D.G.IMP.AVSTR.REX.BOH.GALÍLL.ET AP.REX.HVNG.".
Op de keerzijde staat binnen een krans van lauweren en eikenbladeren "IN MEMORIAM.SEXAGISIMI.ANNI.IMPERII.FELICITER.PERACTI". Op de krans zijn twee kleine schilden gelegd met de jaartallen "1848" en "1908". Men droeg de medaille aan het witte lint met de twee rode strepen langs de rand dat ook voor het voor Oostenrijkers en Hongaren gereserveerde Jubileumskruis 1908 werd gebruikt. In de dubbelmonarchie was het lint uiteraard een driehoekig lint, in de buitenlandse regimenten maakte men het lint op volgens de eigen dienstvoorschriften.
Deze medaille was gedacht voor de onderstaande regimenten:
- Het Koninklijk Beierse XIIIe Regiment Infanterie "Kaiser Franz Joseph von Österreich", gelegerd in Ingolstadt.
- Het Pruisische Huzarenregiment No. XVI "Kaiser Franz Joseph von Österreich, König von Ungarn", gelegerd in Schleswich.
- Het Koninklijk Pruisische Garde-Grenadiers-Regiment Nr.2 "Kaiser Franz", gelegerd in Berlijn.
- Het Keizerlijk Russisch Bjelgorod Ulanen Regiment Nr. 12"Sr. Majestät des Kaisers von Österreichund Königs von Ungarn Franz Joseph I", gelegerd in Proskurov.
- Het Koninklijk Württembergse 4e Fuseliers Regiment No. 122, gelegerd in Heilbron.
- Het Koninklijk Saksische Eerste Regiment ulanen No. 17 "Kaiser Franz Joseph von Österreich, König von Ungarn", gelegerd in Oschatz.
- Het Koninklijk Britse 1e Dragonderregiment, het 5e Regiment van de Britse Dragoon Guards "Dragonders van de Koning"[2], gelegerd in Ambala in Brits-Indië.
- Het Keizerlijk-Russisch Kexholm'sche Lijfgardistenregiment "Kaiser Franz von Österreich", gelegerd in Warschau.
- Het Koninklijk Spaanse Infanterie Regiment "Leon" Nr. 38, gelegerd in Madrid.
- Een Zweeds Regiment
- Het Koninklijk Portugees 5e Infanterie Regiment "Kaiser Franz Joseph", gelegerd in Lissabon.
- Een Roemeens Regiment